# 지방교육재정교부금법
지방교육재정교부금법은 1971년 12월 28일 지방자치단체가 교육기관 및 교육행정기관(그 소속기관을 포함한다)을 설치 경영함에 필요한 재원의 전부 또는 일부를 국가가 교부하여 교원의 균형있는 발전을 도모함을 목적으로 제정·공포된 법률이다. 이 법의 제정으로 의무교육재정교부금법과 지방교육교부세법은 폐지되었다.

## 교부금의 종류와 재원
이 법에 의하면 국가가 지방자치단체에 교부하는 교부금은 보통교부금과 특별교부금의 2종으로 보통교부금의 재정규모는 ①해당 연도 내국세[목적세 및 종합부동산세, 담배에 부과하는 개별소비세 총액의 100분의 45 및 다른 법률에 따라 특별회계의 재원으로 사용되는 세목(稅目)의 해당 금액은 제외한다. 이하 같다] 총액의 1만분의 2,079의 100분의 97 , ②교육세법상 교육세 세입액 중 「유아교육지원특별회계법」 제5조제1항에서 정하는 금액 및「고등ㆍ평생교육지원특별회계법」 제6조 제1항에서 정하는 금액을 제외한 금액을 합해서 책정한다.  
특별교부금의 재정규모는 내국세 총액의 1만분의 2,079의 100분의 3으로 정하는 바에 의한다.

## 교부금 교부범위
교부금의 교부범위는 ① 의무교육기관의 교원봉급의 전액, ② 의무교육기관의 설치·경영에 관한 경비의 전액, ③ 의무교육기관을 제외한 공립의 각급학교 교원의 봉급의 반액, ④ 이상의 경비를 제외한 지방자치단체의 교육·학예·체육에 관한 경비 중 교육비 특별회계의 수입금과 다른 회계로부터 교육비 특별회계에 전입되는 금액을 공제한 금액이며 보통교부금의 재정규모 중 내국세분은 그 금액 중 일부를 초등학교 교직원 양성기관의 경비(그 기관에 근무하는 교직원의 봉급·제 수당 및 연금부담금은 제외)로 사용할 수 있다. 
- 보통교부금은 의무교육경비와 의무교육 이외의 경비(기타 경비)로 나누어 교부하되 ① 의무교육경비는 교원의 봉급과 설치·경영에 관한 경비에 대한 기준재정수요액을 산정하여 교부하며, ② 기타 경비 중 의무교육기관을 제외한 공립의 각급학교 교원의 봉급은 ①항에 준하여 교부하고 교부금 교부범위 ④항의 경비에 대하여는 기준재정수입액이 기준재정수요액에 미달하는 경우에 그 미달액을 기준으로 하여 교부한다.
- 특별교부금은 ① 기준재정수요액이 산정방법으로 포착할 수 없는 특별한 재정수요가 있을 때, ② 보통교부금의 산정기일 후에 발생한 재해로 인하여 특별한 재정수요가 있거나 재정수입의 감소가 있을 때, ③ 교육행정기관 또는 교육·학예·체육시설의 신축·복구·확장·보수 등의 사유로 인하여 특별한 재정수요가 있을 때 교부된다.

교부금의 교부는 교육부장관이 상기한 규정에 따라 당해 지방자치단체의 교육행정기관의 장에게 교부하며(체육에 관련된 사항에 관하여는 문화·체육부장관과 협의) 지방자치단체의 교육행정기관의 장은 교부금의 결산서를 작성하여 다음 연도의 4월 30일까지 교육부장관에게 보고해야 한다. 동법에서는 국가 회계연도마다 동법의 규정에 의한 교부금을 국가예산에 계상하여야 하고 추가경정예산에 의하여 내국세 또는 교육세의 증감이 있을 경우에는 교부금도 그에 따라 증감해야 하며 내국세 예산액과 결산액, 교육세 예산액과 결산액의 차액으로 인한 교부금의 차액은 이를 늦어도 차차기연도의 국가예산에 계상하여 정산해야 한다고 규정하고 있다.

## 논란
지방교육재정교부금법을 통해서 지방교육청들한데 안정적인 교육예산을 제공하여 2002년 중학교 무상교육에 이어 2019년 고등학교 무상교육이 시행되는 등 긍정적 효과를 가져다 주었다. 이는 현재보다 출산율은 높고 경제규모가 작았던 1970년대에, 빠른 산업발전을 위해서는 교육에 적극적으로 투자해야 한다는 의지를 반영한 것이다.
그러나 저출산 고령화가 심화되면서 초중고생들은 감소하는데도 불구하고 내국세 20.79%가량 자동으로 배정되다보니 예산낭비 지적받았고 한국개발연구원에서 내국세 연동방식에서 경상GDP 연동방식으로 바꾸자는 연구자료가 나왔다.
한국대학교육협의회에서는 국세분 교육세를 고등교육세로 바꾸되 내국세 20.79%에서 21.89%로 올려 결손분의 절반가량을 보전하자고 제안했다.
그러다가 정부에서 2차 추가경정예산안을 발표했는데 초과세수 53조원중 11조원 가까이 지방교육재정교부금으로 배정되니 또다시 논란이 발생했다.
2022년 12월 28일 국회에서 2023 예산안을 통과하면서 지방교육재정교부금의 일부를 고등ㆍ평생교육지원특별회계로 전출하기로 합의했다.
2024년 5월, 올해도 ‘세수 펑크’ 가능성이 커진 가운데 정부가 내년 예산을 짤 때 지방교육재정교부금(교부금) 가운데 일부를 저출산 예산 등에 쓰는 방안을 본격적으로 검토하고 있다.

## 같이 보기
- 교육재정